# Helge Jørgensen
Helge Jørgensen (Odense, 1937. szeptember 17. –) dán válogatott labdarúgó.
A dán válogatott tagjaként részt vett az 1964-es Európa-bajnokságon.

## Sikerei, díjai
KFUM Odense
- Dán kupadöntős (1): 1964